# 瓦伯恩
瓦伯恩（德語：Wabern，發音：[ˈvaːbɐn] ⓘ）是德国黑森州卡塞尔行政区施瓦尔姆-埃德尔县的市镇，面积51.41平方千米，2023年12月31日人口为7,373人。